# Charles Furey
 (novembre 2024).
Pour les articles homonymes, voir Furey.
Charles J. Furey (1828-28 novembre 1882) est un homme politique terre-neuvien du milieu du XIXe siècle. Il est surtout connu en tant que député de Harbour Main à la Chambre d'assemblée de Terre-Neuve-et-Labrador, où il occupe un siège pendant deux mandats non consécutifs. Membre du Parti libéral, Furey exerce ses fonctions de 1859 à 1861, puis de 1865 à 1867, se révélant être l'un des principaux contributeurs à l'environnement politique dynamique et parfois turbulent de la région.

## Biographie
Furey est né à Harbour Main, une petite communauté historiquement importante située à Terre-Neuve. Sa carrière politique a été pleine d'incidents, de succès et de controverses. L'un des événements les plus dramatiques s'est produit lors des élections de 1861 dans le district de Harbour Main. Le jour du scrutin, la rivalité entre les groupes soutenant Furey et ceux soutenant son adversaire, George James Hogsett, est devenue si tendue qu'elle a conduit à la violence. Des coups de feu ont été tirés contre les bureaux de vote, provoquant une indignation généralisée et jetant une ombre sur la validité des résultats des élections. Après l'élection, une controverse encore plus grande a éclaté lorsque Furey et Hogsett ont tenté de siéger à l'Assemblée, mais ont été expulsés de force, soulignant encore davantage la nature instable de l'environnement politique de Terre-Neuve à l'époque.